# ابن عثمان المكناسي
أبو عبد الله محمد بن عبد الوهاب بن عثمان المكناسي المسطاسي، (توفي في 1799م) هو رحالة ومؤرخ ووزير مغربي، خدم في بلاط السلطان سيدي محمد بن عبد الله.

## مسيرته
كان أول من خصه بترجمة من المغاربة هو المؤرخ مولاي عبد الرحمان بن زيدان. حيث لا نتوفر على تاريخ ميلاده ولا وفاته ولا تفاصيل كافية عن المناصب التي شغلها ابن عثمان، أما من سبقه من المؤرخين من الزَّياني إلى الناصري، فإنهم لا يزيدون على التلميح إلى الوزير ابن عثمان بمناسبة سفارته إلى إسطنبول وبمناسبة المعاهدة التي عقدها المغرب مع إسبانيا بواسطته، وبمناسبة وفاته"، ويجزم محمد الفاسي أن طمس أخباره سببه العداوة التي كان يحملها له أبو القاسم الزَّياني، في حين أن معاصرا آخر لابن عثمان وهو الضعيف الرباطي غض الطرف عن كثير من جوانب نشاطه.
ولادته تمت في أواسط القرن الثاني عشر الهجري/أواخر الثلث الأول من الثامن عشر الميلادي. ولد ونشأ بمدينة مكناس التي اشتهر بنسبه إليها باعتبارها مقره وداره، ومقر «الأهل والولدان والإخوان والأخدان والعشائر والأصحاب والأصدقاء والأحباب» على حد تعبيره، ويعتبر آل ابن عثمان المسطاسيين من العائلات العريقة بمكناس حسب ما يفيد تقييد للمولى إسماعيل ضم مختلف عوائل المدينة. في صغره خالط الأمراء أبناء السلطان محمد بن عبد الله، خصوصا من الأمير مولاي علي بن سيدي محمد الذي نظم فيه قصائد مدح. فنال حظا وافرا من العلم واللباقة، أهله لتبوء مكانة في الدوائر العليا من المجتمع المكناسي آنذاك، جعلت السلطان محمد بن عبد الله يضمه إلى السلك المخزني، بتكليفه بمهمة سرد وقراءة الكتب بين يديه في البداية، ثم رقاه إلى رتبة كاتب «في بساطه الملوكي» في ريعان شبابه.

### السفارة
بعثه السلطان محمد بن عبد الله في الأخير من شوال سنة 1193 هـ/ أكتوبر 1779 سفيرا إلى إسبانيا، بعد الخطأ الذي وقع فيه السفير أحمد بن المهدي الغزال عند تحرير معاهدة بين المغرب وإسبانيا. فكان أداء السفير ابن عثمان حسنًا، إذ تمكن من تحرير 122 أسيرا جزائريا، ونجح في إبرام اتفاقية أرانخويث في 30 ماي 1780 التي أرست العلاقات المغربية الإسبانية على ركائز جديدة، قوامها السلم والتبادل التجاري والتعاون الدبلوماسي. كما نجح في كسب صداقات رجالات الدولة الإسبان وإعجابهم به، صداقة ظلت وطيدة إلى آخر حياته. وعند رجوعه كانت مكافأته عند السلطان سيدي محمد هي أن رقاه إلى رتبة وزير.

### وفاته
بعد وفاة السلطان محمد ومولاي اليزيد تولى السلطان سليمان بن محمد الحكم وسار على نهج أبيه مقربا للعلماء والفقهاء، وقد أخذ عنه ابن عثمان ونال مكانة خاصة عنده، نظرا لتقدير مولاي سليمان لهذه الشخصية ومعرفة بمؤهلاتها.
توفي ابن عثمان المكناسي ضحية وباء الطاعون الذي سبب كارثة ديمغرافية فادحة ببلاد المغرب سنة 1799. وقد ذكر وفاته «عدوه اللدود» الزَّياني في قصيدة تاريخية، رثى فيها ضحايا الوباء الذي ضرب المغرب، حيث يقول: «ثم محمد بن عثمان الوزير أخذ من وفر ومن در كثير».

## مؤلفاته
- الرحلة الأولى عنوانها «الإكسير في فكاك الأسير» ألفها عن سفارته الأولى إلى إسبانيا سنة 1193هـ/1779 –1780م، ونجح فيها بإبرام معاهدة صلح وتجارة بين المغرب وإسبانيا، واضعا حدا لقرون من العداء والتنافر بين الدولتين. يصف الرحالة الحياة الإسبانية وصفا دقيقا، وأثار انتباه السفير وأفاض في تدوين مشاهداته عنها تلك المنجزات الكبرى التي كانت إسبانيا مسرحا لها آنذاك، حيث أسهب في وصف شق الطرق وبناء القناطر واستصلاح الأراضي وبناء السفن، وهي معلومات قيمة عن التحولات التي كانت أوروبا تمور بها في ذلك العهد.[9]
- الرحلة الثانية عنوانها «البدر السافر لهداية المسافر إلى فكاك الأسارى من يد العدو الكافر»، دون فيها يومياته ومشاهداته خلال السفارة التي بعثه فيها محمد الثالث إلى كل من مالطة ومملكة نابولي سنة 1195هـ/ نوفمبر 1781. مهمته كانت افتداء الأسرى المسلمين بجزيرة مالطة، فساق جزئيات غاية في الأهمية عن الظروف العصيبة التي أحاطت بالعملية، لكنه نجح بإطلاق سراح ستمائة وثلاثة عشر أسيرا، وجههم في مراكب إلى كل من تونس وصفاقس وطرابلس وبنغازي.
- للرحلة الثالثة اختار لها عنون «إحراز المعلى والرقيب في حج بيت الله الحرام وزيارة القدس الشريف والخليل والتبرك بقبر الحبيب»، ألفها عن سفارته الثالثة في عهد السلطان محمد الثالث التي قادته إلى كل من إسطنبول والشام والحجاز وفلسطين وتونس والجزائر، حيث استغرقت ثلاث سنين إلا شهر ونصف.[10]